# 효화태자
효화태자(孝和太子, 생몰년 미상)는 고려의 왕족이다. 광종과 대목왕후의 차남이며, 경종의 친동생이다.

## 생애
광종과 대목왕후의 차남이다. 경종의 친동생이며, 성종의 정비 문덕왕후 등의 친남매이다. 정확한 생몰년은 기록이 남아있지 않아 알 수 없으나, 형인 경종이 955년(광종 6년)에 태어났으므로 그 이후인 것은 확실하다.
《고려사》에는 효화태자에 대해 "사적에 그 이름이 실전되었으며, 후손도 없다."라는 기록만 남기고 있다. 시호는 효화태자(孝和太子)이다.
한편 현대의 일부 사학자들은, 효화태자가 일찍 죽음으로 인해 경종이 부왕 광종으로부터 죽음을 면할 수 있었다는 견해를 보이기도 한다. 경종이 왕태자로 책봉되던 965년(광종 16년)에는 광종의 공포정치로 인해 많은 호족들과 왕족들이 죽임을 당했는데, 특히 일부 호족들 중에는 왕족을 등에 업고 반란을 일으키려는 자들도 나타났다. 따라서 경종 역시 광종으로부터 의심의 눈초리를 받으며 지내야 했으나, 다행히도 효화태자가 요절하여 경종을 대신할 수 있는 후사가 없었기에 경종이 무사할 수 있었다는 것이다.

## 가족 관계
- 친조부 겸 외조부 : 제1대 태조(太祖, 877~943, 재위:918~943)
- 친조모 : 태조 제3비 신명순성왕후(神明順成王后, 생몰년 미상)
  - 아버지 : 제4대 광종(光宗, 925~975, 재위:949~975)
- 외조모 : 태조 제4비 신정왕후(神靜王后, ?~983)
  - 어머니 : 광종 제1비 대목왕후(大穆王后, 생몰년 미상)
    - 형 : 제5대 경종(景宗, 955~981, 재위:975~981)
    - 남매 : 천추전부인(千秋殿夫人, 생몰년 미상)
    - 남매 : 보화궁부인(寶華宮夫人, 생몰년 미상)
    - 남매 : 성종 제1비 문덕왕후(文德王后, 생몰년 미상)